# BASTARD!! -ONLINE-
《BASTARD!! -ONLINE-》是一款以日本漫畫家萩原一至的漫畫作品《暗黑破壞神》為基礎的大型多人在線角色扮演遊戲（MMORPG）。《BASTARD!! -ONLINE-》由日本遊戲公司TECMO開發，遊戲製作人是河野順太郎，總監是山口英久。曾在2008年東京電玩展公開了它的宣傳動畫，原定預計於2009年內於日本公開上市，2009年中止開發。2009年12月，TECMO宣布开发中止。

## 簡史
- 2005年7月20日，宣布開始開發，是TECMO第一個發表的MMORPG。
- 2007年，開發中斷。
- 2007年4月24日，公布遊戲畫面。
- 2008年，於東京電玩展展出其遊戲宣傳用的動畫。
- 2008年7月24日，開始玩家設計甄選活動。
- 2008年10月31日，公布玩家設計甄選活動入選作品。
- 2009年4月1日，決定日本地區將交由過去KOEI經營的遊戲平台「Gamecity」營運[3]，預計今年內展開遊戲服務。
- 2009年12月18日，宣布开发中止。

## 外部連結
- BASTARD!! -ONLINE-（官網）
- IGN: Bastard!! Online（页面存档备份，存于）
- BASTARD - 遊戲基地(新聞)（页面存档备份，存于）
- 「BASTARD!! -ONLINE-」インタビュー，グラフィックスは全面改訂？　2009年公開に向けた新たな動きを探る（页面存档备份，存于），（日文）
- テクモ「BASTARD!! -ONLINE-」が1年の沈黙を破り情報公開（页面存档备份，存于），（日文）